# 阿爾蘇夫戰役
阿爾蘇夫戰役為第三次十字军东征期間，由獅心王理查率領的十字軍於1191年9月7日擊敗阿尤布王朝統治者萨拉丁的一場戰役。
此次會戰發生於黎凡特的阿爾蘇夫城外，當時理查在攻佔阿卡後，繼續沿著地中海沿岸南下前往雅法，而薩拉丁則試圖阻止十字軍部隊推進的腳步，雖然薩拉丁不斷派兵騷擾和襲擊基督徒的軍隊，不過十字軍仍成功挫敗薩拉丁破壞他們士氣的企圖，在十字軍抵達阿爾蘇夫北方的平原時，薩拉丁派出大軍發動猛烈的攻勢，十字軍則維持住縝密的陣型並繼續前行，同時理查也等待著進行反擊的理想時機，直至医院骑士团騎士突出陣線向阿尤布王朝軍隊展開衝鋒，理查亦隨後指揮全軍發起反攻，在順利取得初步的勝利後，理查重組軍隊並最終率領大軍贏下這場戰役。
會戰的結果使南巴勒斯坦地区重歸基督徒的勢力之下。

## 背景－自阿卡南下

1190年第三次十字军东征開始時的近東局勢，圖中標示有哈丁战役、阿爾蘇夫戰役的發生地點，以及阿卡與其他重要城市的位置

當英王理查一世於1191年成功佔領阿卡後，他很快便意識到想要攻占耶路撒冷，則必須先佔領港口城市雅法，以確保他的大軍能從海路獲得必要的補給，為此理查於1191年的8月率軍從阿卡出發沿著海岸線南下。而薩拉丁為了阻止理查重新奪回耶路撒冷，也開始動員旗下部隊意圖阻止十字軍前進的步伐。理查精心規劃了這次的進軍行動，由於十字軍在攻占阿卡時俘虜了一支埃及的艦隊，因此當理查率軍沿著海岸向南行軍時，能在船艦的護衛下不必擔心來自右方海上的威脅。
有鑑於先前哈丁战役的慘痛教訓，理查深知他需要讓軍隊保持充足的水源供給，以避免將士們因酷熱而熱衰竭的風險，故儘管時間緊迫，但理查仍以相對緩慢的速度行進，他只在早晨氣溫尚未升高時行軍，並經常讓大軍在水源地附近休整。艦隊沿著海岸線貼近部隊航行，隨時供應物資給理查的軍隊以及為傷兵提供照護。理查考慮到敵軍可能會發動襲擊，因此把大軍排列成緊密編隊的陣型，隊伍中間是十二個騎兵團，每個團有一百名骑士，步兵佈署在靠近內陸的一側，以保護騎兵的側翼，使騎兵免受遠程攻擊武器的威脅，步兵隊伍的最外層安排配帶有鋼弩的弩兵手。靠海的一側則是十字軍的輜重隊以及從陸路一側撤換下來的步兵，理查用這種輪班調換隊伍的方式，來確保己方的步兵隨時能擁有足夠的體力與士氣。
儘管沿途飽受薩拉丁麾下弓騎兵策略性的小規模騷擾和襲擊，但理查傑出的統馭技巧讓大軍在艱苦的環境下依舊能維持住秩序和紀律。穆斯林史學家兼戰爭的目擊者巴哈丁·伊本·沙達德描述了當時的戰況：「穆斯林的軍隊從四面八方向敵軍傾瀉箭雨，試圖激怒並引誘他們發起衝鋒，但結果是失敗的，敵軍保持出色的自制力，有條不紊地繼續向前邁進，而他們的船隻就在不遠處的海面上隨軍航行，就這樣，他們完成每日的路程抵達紮營地點」。
巴哈丁還描述了十字軍的弩和穆斯林的複合弓在威力的差距，他親眼見到法蘭克人步兵的盔甲上插了一到十支的箭，看起來卻不像有受到明顯傷害的樣子，而十字軍的弩兵卻讓穆斯林的弓騎兵連人帶馬倒下。

## 薩拉丁的策略
由於步兵占了十字軍東征隊伍中的絕大部分，加上還得保護輜重隊，導致行軍速度十分緩慢。而阿尤布王朝的軍隊則大多為騎兵，因此擁有出色的機動性。雖然薩拉丁下令燒毀十字軍沿途的農作物和村莊，但因十字軍能持續得到海上艦隊所提供的糧食，使薩拉丁的焦土政策的效果不彰。8月25日，十字軍的後方部隊穿越一條狹窄的隘口時，隊伍出現脫節的情況，穆斯林立即試圖將十字軍的隊伍從中切斷。但十字軍很快便收縮防禦，迫使穆斯林的軍隊逃離。8月26日至29日，理查的軍隊終於獲得喘息的機會，因為當他們尚緊貼著海岸線前進，走在迦密山的山路上時，薩拉丁的軍隊已經抄近路趕在十字軍前抵達凯撒利亚。自8月30日到9月7日間，薩拉丁始終讓十字軍保持在自己軍隊的攻擊範圍內，隨時等待十字軍露出破綻時的進攻機會。
9月初，薩拉丁意識到有小規模軍隊的騷擾十字軍不足以使他們停下腳步，他需要集中軍隊進行一次大規模的進攻。幸運的是，十字軍在南下途中必須穿越一處名為阿爾蘇夫樹林（Wood of Arsuf）的林地，這裡是巴勒斯坦地區為數不多植被茂盛的地點之一。這片樹林沿著海岸生長，延伸近十二英里的範圍。森林可以掩蓋薩拉丁軍隊的部署，方便大軍發起襲擊。
在十字軍穿越過樹林一半的路途後，他們於9月6日在羅徹泰利河河口所形成的沼澤附近紮營，沼澤地形為十字軍提供了天然防禦。而十字軍仍須向南再走六英里的路程，方能走出這片林地抵達阿爾蘇夫的遺址。在這裡開始森林向內陸退去，於樹木繁茂的山丘和大海間形成一個約一到二英里寬的狹窄平原，這處平原正是薩拉丁預定與理查大軍決戰的地點。儘管薩拉丁不斷派出散兵騷擾和襲擊十字軍的隊伍，但他仍保留下大量的兵力持續攻擊十字軍後方。他的計劃是讓十字軍的輜重隊和中軍繼續前行，希望能讓他們和後方部隊間拉開距離形成一個致命的缺口，一旦這個機會出現，薩拉丁將會投入自己全部的主力分進合擊徹底打垮十字軍的隊伍。

## 戰役過程

### 雙方的軍隊規模

阿爾蘇夫戰役中十字軍與薩拉丁一方的行軍路線與交戰地點

理查王行記中記述道，十字軍以一對三懸殊的比例對抗與阿尤布王朝的大軍，兩軍總數分別為十萬人與三十萬人。但是，書中的描述實際上過分誇大了敵我雙方軍隊數字的差距。根據現代的估計，薩拉丁的軍隊大約擁有二萬五千名士兵，且幾乎皆為騎兵的兵種（弓騎兵、輕騎兵和少數的重騎兵）。而總計三名國王帶往聖地的士兵人數，加上耶路撒冷王國可以召集到的部隊，弗兰克·麦克林計算出參與阿爾蘇夫戰役的十字軍總人數約為二萬人，分別是：理查麾下的九千名英國和諾曼人部隊、七千名腓力二世所帶來的法蘭西軍隊、十字軍諸國派出的二千名士兵以及其他由丹麥人、弗里斯兰人、熱那亞人、比薩人和突厥人之子所組成共二千多名的士兵。而博阿斯（Boas）另指出，上述推估的軍力人數並未將早期的戰鬥，以及逃兵所造成的兵力減損等因素納入計算，不過十字軍的軍隊確實有一萬名的兵力甚至更多。而劍橋圖解戰爭地圖集（Cambridge Illustrated Atlas of Warfare）一書列出理查的部隊擁有一萬名步兵（包括長矛兵和弩兵手在內）和一千二百名的重型騎兵，薩拉丁旗下的大軍則擁有多於十字軍總數兩倍的騎兵。

### 軍隊的組織和部署
1191年9月7日的拂曉時分，當理查的部隊離開營地時，自四面八方皆能望見敵方的偵察兵出沒，這意味著薩拉丁將他的整支大軍隱蔽於樹林裡。理查下達軍令讓隊伍的前軍和後軍保持警惕，以防備隨時可能到來的危險。理查的軍隊有著在東方作戰的豐富經驗，可說是紀律最嚴明的軍隊，隊伍中還包括一支名為突厥人之子的騎兵，這些騎兵的戰鬥方式與阿尤布王朝大軍中的突厥人弓騎兵相仿。
十字軍的先鋒部隊由圣殿骑士团的團長羅伯特四世·德·薩布萊帶領聖殿騎士們組成。緊隨他們身後的是三支理查自己直屬的軍隊，分別為：安茹人、布列塔尼人，與包括耶路撒冷國王吕西尼昂的居伊在內的普瓦圖人，最後是英格蘭人和諾曼人的隊伍，他們負責守護軍隊中的軍旗戰車。接下來的七個軍團由法蘭西人所組成，其中包含弗拉芒人、一些十字軍國家的男爵以及來自其他國家的小規模十字軍隊伍。後衛部隊的則是由卡尼爾·德·納布盧斯率領的医院骑士团擔任。除此之外，香檳的亨利二世另率領一支小規模部隊，前往山區偵察敵情。理查本人則和法蘭西隊伍的領導者勃艮第的于格三世帶著一批精挑細選的騎士隊伍來回巡視，隨時觀察薩拉丁的動向並細心維持軍隊陣型的齊整。
直到所有的十字軍將士離開營地並朝阿爾蘇夫前進時，撒拉森人才發動第一次的攻勢，阿尤布王朝的大軍倏地從樹林中殺出。前排的軍隊由密集成群的散兵所組成：當中既有騎兵也有步兵，包含貝都因人、蘇丹人弓箭手與輕裝的突厥人弓騎兵。在先鋒部隊之後則是井然有序的重騎兵大軍，其中包括薩拉丁麾下的马穆鲁克奴隸兵（也被稱為古拉姆）、库尔德人的隊伍，以及來自埃及、敘利亞和美索不達米亞等地王公和埃米爾的部隊。整支軍隊分為左右兩翼和中軍三部，薩拉丁親自於他的軍旗下指揮全軍，身邊隨侍著保護他安危的衛兵與鼓手。

### 薩拉丁發動攻勢

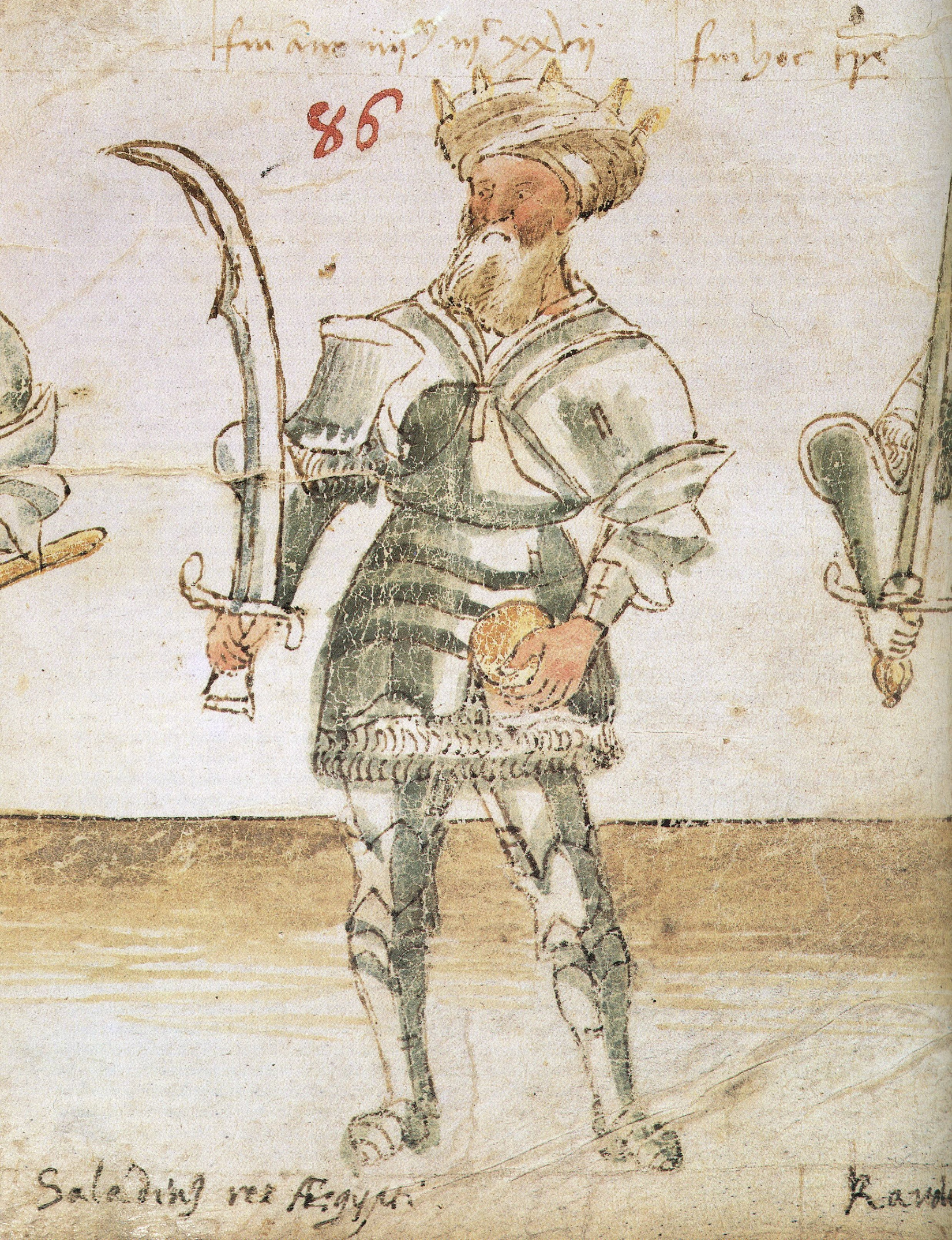
阿尤布王朝的統治者萨拉丁

伴隨阿尤布軍隊猛烈攻勢而來的是鈸和鑼鏗鏘有力的震天轟響，撒拉森人試圖藉此打散十字軍的士氣並動搖他們的決心，一時間號角淒厲，人們的吼叫聲遍佈了整個戰場。
「事實上，我們的人手數量如此之少，卻被一望無際的撒拉森人所包圍，即使嘗試也絕對無法逃脫，而兵士們似乎也沒有足夠地勇氣能承受人數如此眾多的敵軍，不，就如同被狼群圍困住的羊一樣，除了頭頂上的天空之外，目光所及之處皆是敵人。」
阿尤布王朝大軍依循他們最慣常的戰術進攻：貝都因人和努比亞人首先向十字軍斜射弓箭和标枪，隨即向後退離讓弓騎兵靠近敵方攻擊，阿尤布的士兵對這種反覆攻擊後立即退開的戰鬥技術極為熟練。儘管十字軍的弩兵手對敵方進行了還擊，但此時最重要的任務仍是在敵方持續性的挑釁下維持陣形。而當撒拉森人眼見第一波攻擊未能取得預期的效果時，他們便把進攻重心改為集中在十字軍的後方隊伍上，醫院騎士團為此承受了嚴酷的壓力。阿尤布王朝的右翼軍隊向後隊的醫院騎士團與掩護他們的步兵展開令人絕望的攻勢，由於醫院騎士們不得不同時應對來自後方和側邊的敵軍。使許多醫院騎士團的步兵被迫只能倒退著前進，以確保自己能正面持著盾牌朝向敵人。薩拉丁不斷地敦促其兵士們進行更近距離的戰鬥，他本人亦帶著兩匹備用戰馬，親身投入激烈的戰場，除此之外，薩拉丁的兄弟薩法丁同樣為了鼓舞阿尤布王朝的部隊而深入前線，兄弟兩人都將自己暴露於敵方弩兵手的射程威脅之下。

### 醫院騎士團的衝鋒
儘管薩拉丁拼盡全力，卻依舊無法打亂十字軍的隊伍，也未能阻止十字軍繼續朝向阿爾蘇夫的方向前進。理查決心讓自己的部隊保持住緊密的陣型，目的是等待敵人在反覆的進攻中精疲力盡後，於適當的時機將他的騎士們集合起來發起反攻。但是，這項計劃頗具風險，因為十字軍不僅要承受敵人猛烈的攻勢，還需要忍受炎熱的高溫與口渴，而同樣糟糕的是，撒拉森人的攻擊讓十字軍損失了大量的戰馬，這使許多無馬匹可用的騎士們不得不加入步兵的隊伍，以至於連理查手下的部分騎士都開始懷疑是否有可能發動一次有效的反擊。
當十字軍的先鋒部隊於當日正午抵達阿爾蘇夫時，尚落在後方的醫院騎士團弩手們仍持續向撒拉森人發射箭矢，在長時間的戰鬥下，後隊的陣型無可避免地開始陷入混亂，而敵軍很快便抓住這個大好機會，揮舞著他們的長劍與戰錘殺入缺口。對於十字軍而言，戰況已經進入決定勝敗的關鍵時刻。卡尼爾·德·納布盧斯多次懇求理查進行還擊，但是理查始終拒絕下達反擊的命令，並要求這位騎士團團長繼續堅守陣地，直至聽見清晰的六次號角聲吹響，確定收到全軍反擊的信號才可以發起攻勢。理查深知自己的軍隊需要積蓄力量，在阿尤布的軍隊全數投入戰場和撒拉森人的馬匹顯露疲態之前，他有責任留住他的主力騎士部隊以待反攻之時機。而無論是由於缺乏紀律還是根據理查德的授權行事，身為騎士團統帥和理查皇家騎士之一的鮑德溫·勒·卡隆（Baldwin le Carron）穿越己方的步兵，在高呼「為了圣乔治！」後殺入敵陣，其餘的醫院騎士們亦緊隨其後。受到醫院騎士衝鋒的鼓舞，位在醫院騎士團前列的法蘭克人也發起了攻勢。
在傳統的觀點中，卡尼爾·德·納布盧斯和醫院騎士團的騎士們是在忍無可忍的情況下，直接違反理查的命令擅自發起衝鋒。然而，現今這項說法開始受到質疑，傳統論點主要是建立在兩個相關參考來源上，其中包括由理查所寫關於這場戰役的信件，但此項說法卻與其他的論據有所出入。近來，開始有人主張理查可能事先已將權力下放給可信賴的部屬，讓他們在發現任何有利時機時可以自行下達命令。而事實上，現今仍未能確知十字軍是如何在阿尤布軍隊鈸和鑼聲響的干擾下聽到號角聲的反擊信號，或者是如何區別出己方和薩拉丁軍隊的號角聲。

### 十字軍的反擊

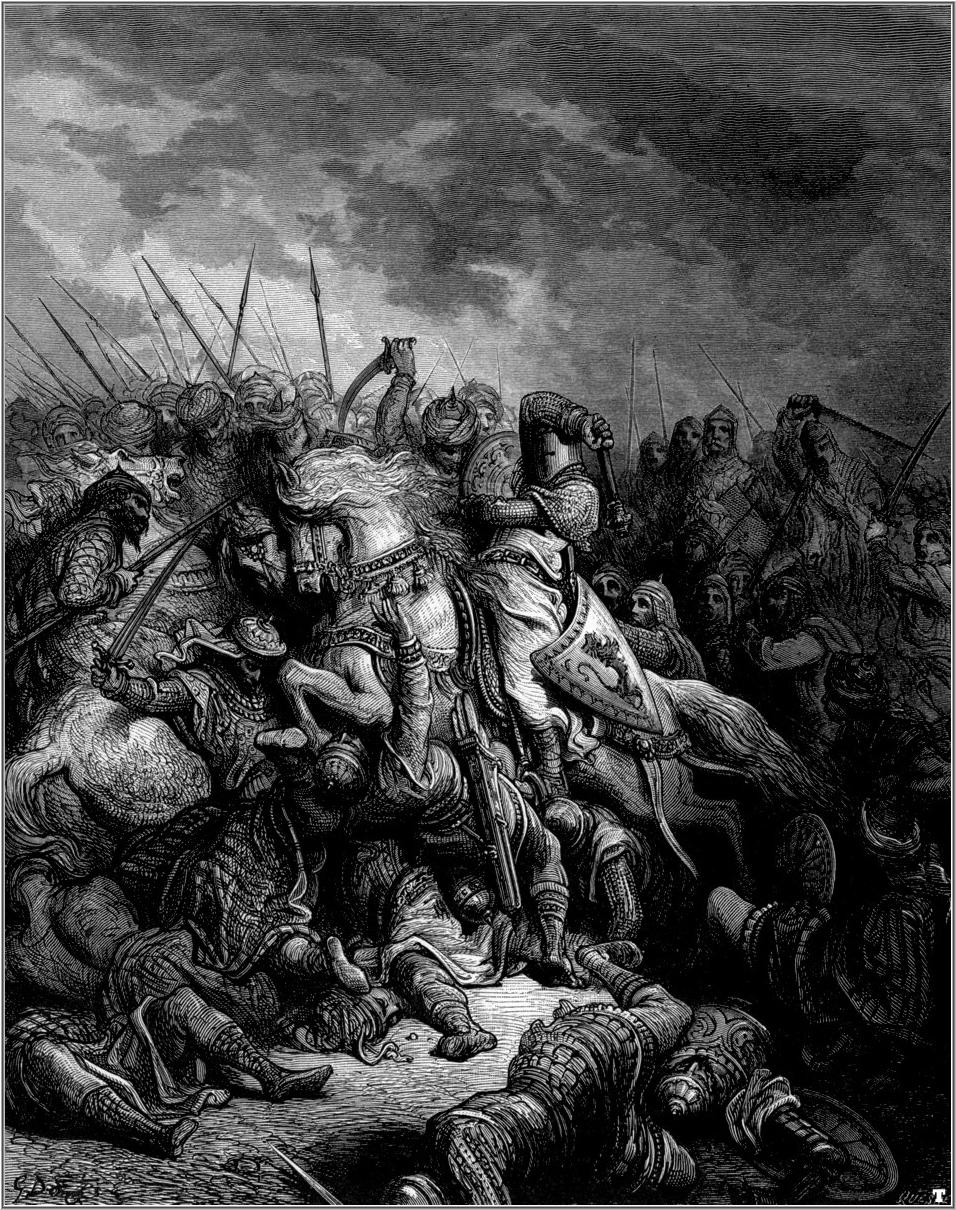
由古斯塔夫·多雷繪製的阿爾蘇夫戰役場景

醫院騎士違反紀律的衝鋒本可能導致理查整個計劃的功虧一簣。又或者是理查授權讓鮑德溫·勒·卡隆自行決定採取何種行動，以把獲住轉瞬即逝反擊的機會。不論如何，理查意識到反攻一旦開始，就必須集合所有部隊的力量進攻。於是他下達了反擊的命令，假若理查沒有在此時下達支援醫院騎士團和其他後方部隊的命令，則他們將會抵擋不住數量眾多的撒拉森人大軍，進而全軍覆沒。法蘭克人步兵為騎兵部隊打通道路，讓騎士們得以展開階梯型陣勢的衝鋒。對於薩拉丁軍隊的士兵來說，正如巴哈丁所言，撒拉森人被十字軍突如其來的凶猛攻勢打亂陣腳，而這正是理查事先預想的結果。
此時阿尤布王朝的右翼軍隊已經和十字軍的後隊展開慘烈的近戰搏殺，有些弓騎兵為了能夠更有效的射擊也下馬徒步戰鬥，這造成阿尤布軍隊過於集中而無法適時躲開騎士的衝鋒，導致他們傷亡慘重。十字軍騎士為早些時候的忍耐防守進行血腥的報復，鮑德溫·勒·卡隆與醫院騎士團的統帥可說選擇了極佳的反擊時機，「我們的軍隊徹底崩毀！」巴哈丁如是說道，此前他一直跟隨薩拉丁的中軍，當他眼見中軍開始潰逃時便轉而加入左翼的部隊，卻發現左翼的這些士兵也在逃跑，同時他還親眼目睹了右翼軍隊的瓦解。最終他找到了薩拉丁的親衛隊，但也只剩十七名衛兵和一名鼓手還跟在薩拉丁身旁了。
理查深知在與受過靈活戰術訓練的突厥人軍隊作戰時，倉促地追擊他們十分危險，為此理查在追擊了約一英里的距離後下令收兵。包括英格蘭人和諾曼人在內負責保護輜重車隊的右翼十字軍，由於他們並未被捲入戰況激烈時的近身肉搏戰中，因此當其餘部隊正在重新匯集時，他們成為一支現存的預備部隊。在脫離了被追擊的危險後，許多阿尤布士兵調轉馬頭，回身砍殺那些仍窮追不捨的十字軍騎士，在這些輕率冒進的陣亡騎士當中，最著名的一位是法國弗拉芒人部隊的指揮官雅克·德·阿韋訥。薩拉丁的侄子塔齊丁在阿尤布一方潰敗時迅速重組部隊，他率領七百人的蘇丹衛隊奮力抵抗著理查的左翼。在十字軍部隊恢復秩序後，理查親自帶領他的騎士發起第二次沖鋒，薩拉丁的軍隊再次瓦解。
正如理查王行記中所描述，理查本人身先士卒衝入戰場的中心：
「國王，那勇猛而非凡的國王擊殺四面八方的突厥人，沒有任何人能從他強壯的手臂下逃脫，無論理查轉向何方，必定揮舞著劍刃為自己開闢出一條寬闊的道路。他一面前行一面反覆揮擊手中的利劍，就如同農夫用鐮刀收割作物那般砍倒敵人，當其餘的人望見垂死者斃命於理查身下的場景，驚懼不已的他們紛紛避開理查，從而給予他更充裕的空間，死去的突厥人屍體就像麥稈般鋪滿了半英里的土地。」
理查保持著一如既往的謹慎，由於擔心過於分散的隊列會遭到襲擊，理查追擊敵軍不久後便再次停下重新集結他的部隊。阿尤布王朝騎兵返身殺回，展現出他們仍能繼續戰鬥的勇氣，但十字軍第三次，也是最後一次的沖鋒使阿尤布王朝的軍隊狼狽竄入樹林裡，最終他們四散逃向山丘，喪失所有的反抗力量。理查帶領他的騎兵回到阿爾蘇夫，此時隊伍中的步兵已經搭建好帳篷等待他們的歸來。入夜後，十字軍把撒拉森人士兵的屍體搜刮一空。

## 後續

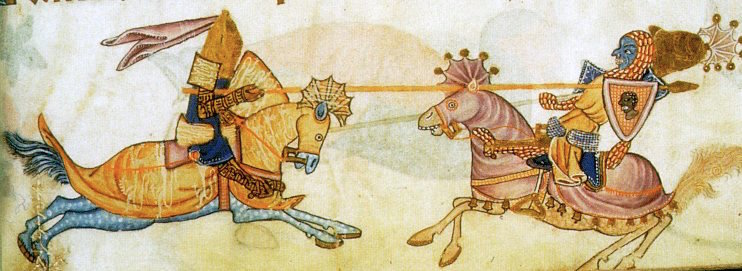
獅心王理查擊敗一名撒拉森人騎兵，十三世紀手稿

和其他的中世紀戰爭一樣，難以精確統計真正的死傷人數。據基督徒編年史作家聲稱薩拉丁一方有多達三十二名埃米爾和七千名士兵的陣亡，但真實的傷亡數字可能比這要來的少。安博羅斯提到，理查的部隊在阿尤布大軍潰敗後清點出戰場上留有數千具撒拉森士兵的屍體。而在巴哈丁的記載中，僅記錄有三名阿尤布軍隊的領袖於戰役中死亡，分別是：庫德人的大埃米爾穆塞克（Musek, Grand-Emir of the Kurds）、卡馬茲·埃爾·阿德利（Kaimaz el Adeli）與利格胡什（Lighush）。據信理查一方陣亡的士兵人數不超過七百人，且唯一在戰鬥中陣亡的十字軍領導人只有來自法蘭西的騎士雅克·德·阿韋訥，而依據安博羅斯的說法，雅克在戰歿前擊殺了多達十五名的撒拉森人騎兵。
阿爾蘇夫戰役對於十字軍而言是一場重大的勝利，縱使薩拉丁避免了全軍覆沒的結果，但阿尤布士兵仍因阿爾蘇夫的潰敗而士氣低落，穆斯林認為他們為此戰而蒙羞，反之十字軍則因得勝而士氣大振。當代觀點認為，假若理查能在最恰當的時刻下令騎士團衝鋒，而非單純地回應擅自行動的醫院騎士團進行反擊，那麼十字軍將會取得更為輝煌的勝利，不過也因為這場如此全面的勝利，讓薩拉丁的軍事力量在很長的一段期間內被大幅削弱。潰敗後，雖然薩拉丁重新集結部隊並恢復原先採取的騷擾戰術，但收效甚微，在十字軍於阿爾蘇夫戰役成功反擊阿尤布王朝的軍隊後，薩拉丁不願再次冒險進行大規模的正面交戰。阿爾蘇夫不僅削弱了薩拉丁作為不敗戰士的聲譽，還彰顯出理查身為一名士兵的勇氣和擔任指揮官應具備的高超技巧。在此之後，理查順利攻陷並堅守住雅法，確保了前進耶路撒冷道路安全的關鍵戰略腳步。薩拉丁意識到自己無法守住雅法周圍的堡壘，為此他不得不被迫撤離和拆除巴勒斯坦南部亚实基伦、加薩、布蘭奇-加爾德（Blanche-Garde）、盧德和拉姆拉等地大多數的要塞。理查更進一步佔領薩拉丁唯一派駐親兵鎮守的達魯姆堡壘，致使撒拉森人的士氣更加低落。理查完全奪走薩拉丁對黎凡特沿海的掌控，嚴重威脅到薩拉丁控制下的耶路撒冷安危。
儘管第三次十字軍東征最終未能奪回耶路撒冷，不過理查仍與薩拉丁談判達成為期三年的停戰協議。這項被稱為雅法條約的休戰協定確保了西方非武裝朝聖者再次被允許造訪聖城耶路撒冷。薩拉丁還在條約中承認十字軍對黎凡特海岸直至南部雅法港口的控制權。由於雙方都對嚴酷而漫長的戰爭感到精疲力竭，且此時理查急需返回歐洲來保護自己的領土不受法王腓力二世的侵略，因此這場聲勢浩大的第三次十字軍東征，最終在條約簽訂後畫下句點。